# Tollie Zellman

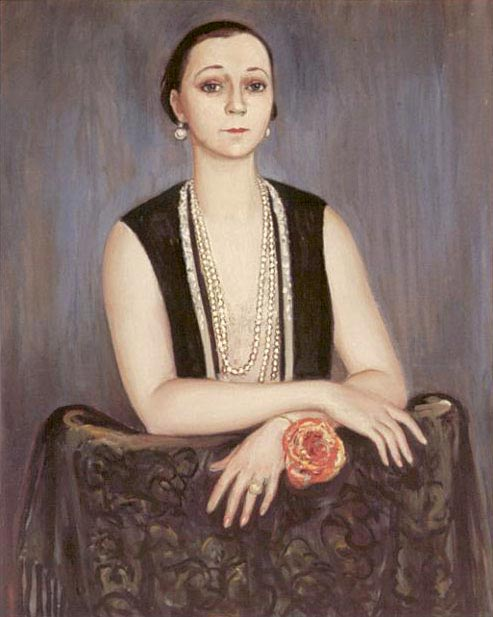
Porträtt, målat av Nils Dardel 1930.

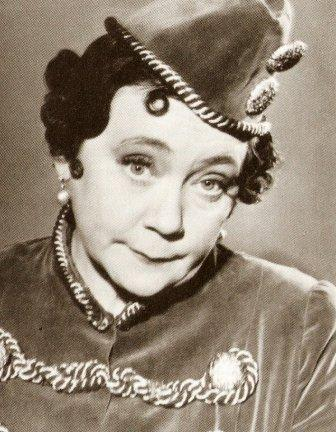
Tollie Zellman omkring 1940.

Berta Alice Victoria "Tollie" Zellman, född 31 augusti 1887 i Adolf Fredriks församling i Stockholm, död 9 oktober 1964 i Kungsholms församling, var en svensk skådespelare.

## Biografi

### Tidiga år och debut
Zellman var dotter till Carl Magnus Zellman och Betty Zellman, född Nilsson.
Fadern var dekorations- och kyrkomålare, och han satte dottern i Åhlinska skolan, där många välbeställda stockholmares flickor gick. Senare fortsatte hon studierna vid Nyköpings elementarläroverk för flickor.
Tollie Zellman scendebuterade 1906 i rollen som Signe i Solitar i Alfred Lundbergs teatersällskap. Hon blev framför allt känd som komedienn och spelade ofta vampar, primadonnor eller avdankade aktriser på scen och i film. Vid ett tillfälle berättade hon om sina barn- och ungdomsår och beskrev sig som en "klassens clown" i skolan och som en ung flicka med hemliga teaterdrömmar som under en tid arbetade som kontorist på avlöningskontoret på NK.

### Lärorika och hektiska år
Nästa engagemang blev på Brunnshusteatern i Helsingfors. Sedan turnerande Tollie Zellman i landsorten i olika teatersällskap, bland annat i Strindbergsturnén, och hos Axel Engdahl i Göteborg. 1910 kom hon till Folkteatern i Stockholm (där hon sedan var verksam 1914–1916), här fick hon sitt genombrott som Jenny i Algot Sandbergs 33 333. Hon kom att arbeta på praktiskt taget alla större privatteatrar under sin levnad; hon arbetade bland annat 1912–1914 på Vasateatern, 1916–1917 på Intima teatern och 1917–1918 på Lorensbergsteatern i Göteborg. Under sina tidiga år som skådespelare, innan hon befäste sin ställning i komedifacket, framträdde Tollie Zellman i många blandade roller, bland annat i flera karaktärsroller i Strindberg-pjäser som Kronbruden, Fadren och Svarta handsken. 1919–1924 var hon anställd vid Albert Ranfts teatrar och 1924–1925 hos Ernst Eklund. 1926–1930 var hon anställd vid Pauline Brunius och Gösta Ekman den äldres ensemble vid Oscarsteatern.
Hon studerade även teater i Paris och var verksam som regissör vid Svenska Teatern i Helsingfors (1927–1929). Hon medverkade även i flera operetter på Oscarsteatern under Gustaf Wallys tid 1941–1947.
Tollie Zellmans framgång låg i hennes otroliga charm och oemotståndliga spelhumör; hon hade en unik och säregen spelstil som ofta beskrevs som "aristokratisk" med en inbakad karaktär av primadonna både på och vid sidan av scenen. Samtidigt fanns det ett stort djup där bakom som hon även visade när hon senare i livet fick en del "seriösa" roller, både på scen och på film.

### Film och framgångar
Hennes största framgång på scen - och även i radio - var som Mrs Baxter i ett stycke av Hubert Henry Davies som hette Mollusken. Även hennes huvudroll i farsen Otrogen på Vasateatern och änkedomprostinnan Julia Hylténius i Hans nåds testamente av Hjalmar Bergman hör till hennes största scenframgångar, liksom Algot Sandbergs 33.333 och pjäsen Nu kommer Madame. 
Zellman medverkade också i ett femtiotal filmer där några av hennes allra främsta rolltolkningar på film är som skådespelaren Nanny Högfeldt i Karriär (1938), patienten Lily Smith i Jag dräpte (1943), den alkoholiserade stjärnan Cora Anker i Medan porten var stängd (1946) – som hon belönades med skådespelarpriset Charlie för – och hennes flummiga Tora i Lilla Märta kommer tillbaka (1948).

### Personligt uttryck och senare år
Tollie Zellman hade ett säreget, släpigt och lite läspande sätt att tala, som inte på något sätt var tillgjort eller spelat. I sin självbiografi beskrev Hjördis Petterson det som att det kom ungefär "en stavelse i minuten". Petterson berättade vidare att Tollie Zellman också var ungefär lika berömd i teaterkretsar för sitt omåttligt stora "karltycke" och att alla kvinnor höll hårt i sina respektive när Zellman var i närheten.
Zellman avled 1964 på Karolinska sjukhuset i Solna efter en tids sjukdom, 77 år gammal. I SVT:s Go'kväll (inslaget "Svenska komedienner") har dock uppgetts att hon dog i en eldsvåda i sin lägenhet. Tollie Zellman är begravd på Norra begravningsplatsen.

### Privatliv
Tollie Zellman fick 1908 dottern Lill-Tollie Zellman som även hon blev skådespelare. En period var hon förlovad med skådespelaren Carl Engström. Hon gifte sig den 30 september 1916 i Kristiania med konsul Viggo Berck (1875–1940); de skilde sig 1918. Samma år gifte hon om sig med direktör Carl Holmquist (1894–1975), vilket resulterade i skilsmässa den 28 november 1923.

## Filmografi
- 1906 – Lika mot lika
- 1912 – Samhällets dom
- 1912 – Kolingens galoscher

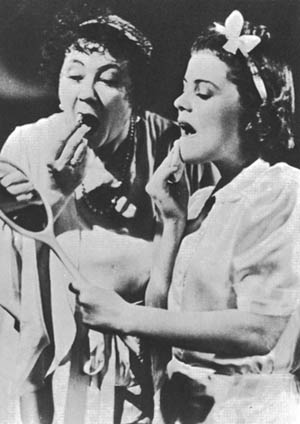
Tollie Zellman (t.v) tillsammans med Sickan Carlsson i filmen I natt – eller aldrig (1941).

- 1912 – Bränningar eller Stulen lycka
- 1912 – Två bröder
- 1917 – För hem och härd
- 1921 – En hjulsaga eller Kärlek och tombolaspel
- 1923 – Norrtullsligan
- 1932 – Vi som går köksvägen
- 1933 – Hustru för en dag
- 1933 – Två man om en änka
- 1934 – Pettersson - Sverige
- 1934 – Anderssonskans Kalle
- 1935 – Ungdom av idag
- 1935 – Munkbrogreven
- 1936 – Min svärmor - dansösen
- 1936 – Stackars miljonärer
- 1936 – Spöket på Bragehus
- 1936 – Våran pojke
- 1936 – Kungen kommer
- 1937 – Lyckliga Vestköping
- 1937 – En flicka kommer till sta'n
- 1938 – Pengar från skyn
- 1938 – Karriär
- 1938 – Kamrater i vapenrocken
- 1938 – Herr Husassistenten
- 1939 – Cirkus
- 1939 – Filmen om Emelie Högqvist
- 1939 – Oss baroner emellan
- 1939 – Spöke till salu
- 1939 – Rena rama sanningen
- 1940 – En, men ett lejon!
- 1940 – Hjältar i gult och blått
- 1941 – Stackars Ferdinand
- 1941 – Fröken Vildkatt
- 1941 – I natt – eller aldrig
- 1941 – Söderpojkar
- 1941 – Hemtrevnad i kasern
- 1942 – En trallande jänta
- 1943 – Jag dräpte
- 1943 – Det brinner en eld
- 1944 – ... och alla dessa kvinnor
- 1944 – Hans officiella fästmö
- 1945 – Trötte Teodor
- 1945 – Blåjackor
- 1945 – Idel ädel adel
- 1946 – Medan porten var stängd
- 1948 – Lilla Märta kommer tillbaka
- 1952 – Oppåt med Gröna Hissen

## Teater

### Roller
| År   | Roll                                             | Produktion                                                                                        | Regi                             | Teater                                          |
| ---- | ------------------------------------------------ | ------------------------------------------------------------------------------------------------- | -------------------------------- | ----------------------------------------------- |
| 1906 | Signe                                            | Solidar Selfrid Kinmansson                                                                        |                                  | Alfred Lundbergs sällskap                       |
| 1907 | Laura                                            | Garfvar-Olle Harald Leipziger                                                                     |                                  | Alfred Lundbergs sällskap                       |
| 1907 | Kammarrådinnan Humla                             | Friaren från Värmland Johan Jolin                                                                 |                                  | Alfred Lundbergs sällskap                       |
| 1907 | Minchen Bergström                                | Är det roligt att vara teaterdirektör? eller Man kan bli galen för mindre Frans Hodell            |                                  | Carl H Engströms teatersällskap                 |
| 1907 | Zizine                                           | Den svaga sidan (Le corde sensible) Clairville och Lambert Thiboust                               |                                  | Carl H Engströms teatersällskap                 |
| 1907 | Aurelie                                          | En bengalisk tiger (Un tigre du Bengale) Edouard Brisebarre och Marc-Michel                       |                                  | Carl H Engströms teatersällskap                 |
| 1907 | Camille                                          | Din nästas hustru (Des nächsten Hausfrau) Julius Rosen                                            |                                  | Carl H Engströms teatersällskap                 |
| 1908 | Julia                                            | Allt för fosterlandet (Patrie!) Victorien Sardou                                                  |                                  | Alfred Lundbergs sällskap                       |
| 1908 | Suzette                                          | Syrsan (Die Grille) Charlotte Birch-Pfeiffer                                                      |                                  | Alfred Lundbergs sällskap                       |
| 1908 |                                                  | Lyckoflickan (La Mascotte) Edmond Audran                                                          |                                  | Brunnshusteatern, Helsingfors                   |
| 1908 |                                                  | Det nya systemet, eller Förbudslagen i Brackböle, Sommarfluga Axel Engdahl och Fritz Schéel       |                                  | Brunnshusteatern, Helsingfors                   |
| 1908 | Fru Dupotard                                     | Lönndörren (Les Petites voisines) Hippolyte Raymond och Jules de Gastyne                          |                                  | Brunnshusteatern, Helsingfors                   |
| 1908 |                                                  | Sabinskornas bortrövande (Der Raub der Sabinerinnen) Paul och Franz von Schönthan                 |                                  | Brunnshusteatern, Helsingfors                   |
| 1908 | Änkan Sillery                                    | Niniche Alfred Hennequin, Marius Boullard och Albert Millaud                                      |                                  | Brunnshusteatern, Helsingfors                   |
| 1908 | Fru Blomvall                                     | Stabstrumpetaren (Der Stabstrumpeter) Wilhelm Mannstädt och Friedrich Anthony                     | Thor Christiernsson              | Brunnshusteatern, Helsingfors                   |
| 1908 | Priorinnan                                       | Lilla helgonet (Mam'zelle Nitouche) Hervé, Henri Meilhac och Albert Millaud                       |                                  | Brunnshusteatern, Helsingfors                   |
| 1909 | Medverkande                                      | Pansarbåten Svenska glädjen, eller Phy Physon Phan, revy Axel Engdahl                             |                                  | Kristallsalongen                                |
| 1909 | Jordegumman                                      | Kronbruden August Strindberg                                                                      |                                  | Collianderska sällskapet                        |
| 1909 | Ellen                                            | Jul August Strindberg                                                                             |                                  | Collianderska sällskapet                        |
| 1909 | Amman                                            | Fadren August Strindberg                                                                          |                                  | Collianderska sällskapet                        |
| 1910 |                                                  | Tokiga Amelie, revy Emil Norlander                                                                |                                  | Lorensbergsteatern                              |
| 1910 | Mimi                                             | Skeppargatan 40 Algot Sandberg                                                                    |                                  | Folkteatern                                     |
| 1910 | Magda                                            | Småstadsfolk Algot Sandberg                                                                       |                                  | Folkteatern                                     |
| 1910 | Friherrinnan Falkenklo                           | Lidingökungen Harald Leipziger                                                                    |                                  | Folkteatern                                     |
| 1910 |                                                  | Himlen på jorden (Der Himmel auf Erden) Julius Horst                                              |                                  | Folkteatern                                     |
| 1910 | Maskinskriverskan                                | Hemgiftsjägare (Ein Heirat) Alexander Engel och Julius Horst                                      |                                  | Folkteatern                                     |
| 1910 | Prärieflickan                                    | Yon Yonson Algot Sandberg                                                                         |                                  | Folkteatern                                     |
| 1911 | Miss Violet Handsome                             | Här ska valsas, revy Oscar Hemberg, Otto Hellkvist                                                |                                  | Folkteatern                                     |
| 1911 | Britta                                           | Krigarlif, revy Emil Norlander                                                                    | Justus Hagman                    | Kristallsalongen                                |
| 1911 | Redaktör Jönsson                                 | Pippi, revy Otto Hellkvist och Oscar Hemberg                                                      |                                  | Kristallsalongen                                |
| 1911 |                                                  | Gammelmors pojkar K.G. Ossiannilsson                                                              |                                  | Folkteatern                                     |
| 1911 |                                                  | Julklappen (En julegave) Walter Christmas                                                         |                                  | Folkteatern                                     |
| 1911 |                                                  | Papageno Rudolf Kneisel                                                                           |                                  | Folkteatern                                     |
| 1911 | Jenny                                            | 33.333 Algot Sandberg                                                                             |                                  | Folkteatern                                     |
| 1912 | Madam Styf                                       | Hemsöborna August Strindberg                                                                      |                                  | Folkteatern                                     |
| 1912 | Medverkande                                      | Ostindiska kompaniet eller Vad ni vill?, revy Oscar Hemberg, Otto Hellkvist                       |                                  | Folkteatern                                     |
| 1912 | Victoria Alm (Vivan)                             | Kommanditbolaget Wall, Berger & C:o Einar Fröberg                                                 | Knut Nyblom                      | Vasateatern                                     |
| 1912 | Stella de Johns                                  | 4711 Algot Sandberg                                                                               | Knut Nyblom                      | Vasateatern                                     |
| 1912 | Mrs Hayter                                       | Den nakna sanningen (The Naked Truth) George Paston och W.B. Maxwell                              | Knut Nyblom                      | Vasateatern                                     |
| 1912 | Lizzie Roberts                                   | Hur man vinner en man (The Lottery Man) Rida Johnson-Young                                        | Knut Nyblom                      | Vasateatern                                     |
| 1913 | Agnes                                            | En äkta man Karl Hedberg                                                                          |                                  | Vasateatern                                     |
| 1913 | Gwendolen Fairfax                                | Mister Ernst (The Importance of Being Ernest) Oscar Wilde                                         |                                  | Vasateatern                                     |
| 1913 | Paula Wegenstein                                 | Ett modernt äktenskap (Das paar nach der mode) Raoul Auernheimer                                  | Knut Nyblom                      | Vasateatern                                     |
| 1913 | Lady Ethel                                       | Amatörtjuven (Raffles, The Amateur Cracksman) E. W. Hornung och Eugene Presbrey                   | Knut Nyblom                      | Vasateatern                                     |
| 1914 | Gloria                                           | Affären Costa Negra Gustaf Janson                                                                 | Knut Nyblom                      | Vasateatern                                     |
| 1914 | Grace Tyler                                      | Kontanter (Ready Money) James H. Montgomery                                                       | Knut Nyblom                      | Vasateatern                                     |
| 1914 | Noëmi                                            | Hon – eller ingen (Une affaire scandaleuse) Paul Gavault och Maurice Ordonneau                    | Knut Nyblom                      | Vasateatern                                     |
| 1914 | Marie                                            | Kompanjonen (Der Compagnon) Adolph L'Arronge                                                      | Knut Nyblom                      | Vasateatern                                     |
| 1914 | Mina                                             | Livet på landet (Onkel Bräsig) Fritz Reuter                                                       |                                  | Vasateatern                                     |
| 1914 | Denise Tricointe                                 | Borgmästarinnan (La presidente) Maurice Hennequin och Pierre Veber                                | Albert Ranft                     | Vasateatern                                     |
| 1914 | Lizzie Roberts                                   | Hur man vinner en man (The Lottery Man) Rida Johnson-Young                                        | Knut Nyblom                      | Vasateatern                                     |
| 1914 | Agapetus                                         | Herr Dardanell och hans upptåg på landet August Blanche                                           |                                  | Folkteatern                                     |
| 1914 | Sonja Waller från Stockholm                      | Pojkarna på Storholmen Sigurd Wallén                                                              |                                  | Folkteatern                                     |
| 1914 |                                                  | Dagen efter Axel Breidahl                                                                         |                                  | Folkteatern                                     |
| 1914 |                                                  | Diamantstölden Otto Witt                                                                          |                                  | Folkteatern                                     |
| 1914 |                                                  | En kaféflicka Björn Hodell                                                                        |                                  | Folkteatern                                     |
| 1915 |                                                  | Fröken Tralala (Fräulein Tralala) Jean Gilbert, Georg Okonkowski och Leo Leipziger                |                                  | Folkteatern                                     |
| 1915 | Jenny                                            | 33.333 Algot Sandberg                                                                             |                                  | Folkteatern                                     |
| 1915 | Mrs Jones, hjälphustru                           | Silverasken (The Silver Box) John Galsworthy                                                      |                                  | Folkteatern                                     |
| 1915 | Den ryska änkan                                  | Kring kvinnan                                                                                     |                                  | Folkteatern                                     |
| 1915 | Missionshusstäderskan                            | Kvarnen vid storgården Paul Hallström                                                             |                                  | Folkteatern                                     |
| 1915 | Lärarinnan                                       | Lika barn leka bäst Sigurd Wallén                                                                 |                                  | Folkteatern                                     |
| 1915 | Ingrid Lind                                      | Tattar-Ingrid Algot Sandberg                                                                      | Algot Sandberg                   | Folkteatern                                     |
| 1915 | Grosshandlardottern                              | I mobiliseringstider Gustav von Moser                                                             |                                  | Folkteatern                                     |
| 1915 |                                                  | Skyldig eller oskyldig Julius Magnussen                                                           |                                  | Folkteatern                                     |
| 1916 | Medverkande                                      | Här jobbas, revy Otto Hellkvist                                                                   |                                  | Folkteatern                                     |
| 1916 | Prärieflickan                                    | Yon Yonson Algot Sandberg                                                                         |                                  | Folkteatern                                     |
| 1916 | Eva Blond                                        | En gåtfull kvinna (Die rätselhafte Frau) Robert Reinert                                           | Einar Fröberg                    | Intima teatern                                  |
| 1917 | Anna Catharina Beuthaken                         | Stövlett-Kathrine (Støvlet-Kathrine) Dikken von der Lyhe Zernichow                                | Einar Fröberg                    | Intima teatern                                  |
| 1917 | Irma Lorette                                     | Mästertjuven (Le Costaud des épinettes) Tristan Bernard och Alfred Athis                          | Einar Fröberg                    | Djurgårdsteatern                                |
| 1917 | Suzanne Tonchard                                 | Den gröna fracken (L'Habit vert) Gaston Arman de Caillavet och Robert de Flers                    | Gustaf Linden                    | Lorensbergsteatern                              |
| 1917 | Angele Buchwald                                  | Angele Otto Erich Hartleben                                                                       | Gustaf Linden                    | Lorensbergsteatern                              |
| 1917 | Annie                                            | Anatol Arthur Schnitzler                                                                          | Anders de Wahl                   | Lorensbergsteatern                              |
| 1917 | Karin Månsdotter                                 | Erik XIV August Strindberg                                                                        |                                  | Lorensbergsteatern                              |
| 1918 | Irene Randolph                                   | Min mans hustru (Her Husband's Wife) Albert Ellsworth Thomas                                      |                                  | Oscar Winges teatersällskap                     |
| 1918 | Mathilde                                         | Fata Morgana Ernest Vajda                                                                         | Helge Wahlgren                   | Lorensbergsteatern                              |
| 1918 | Mabel Vere                                       | Fröken X, Box 1742 (Wanted, A Husband) Cyril Harcourt                                             | Albert Ståhl                     | Djurgårdsteatern                                |
| 1918 | Simone                                           | Sådan är hon (Simone est comme ça) Yves Mirande och Alex Madis                                    | Tollie Zellman                   | Djurgårdsteatern                                |
| 1918 | Mrs Candour                                      | Skandalskolan (The School for Scandal) Richard Brinsley Sheridan                                  | Einar Fröberg                    | Intima teatern                                  |
| 1919 | Becky Warder                                     | Sanningen (The Truth) Clyde Fitch                                                                 | Per Lindberg                     | Lorensbergsteatern                              |
| 1919 |                                                  | Vi spekulerar alla (Hausse) Jens Locher                                                           | Nils Johannisson                 | Vasateatern                                     |
| 1919 | Gloria Clandon                                   | Man kan aldrig veta (You Never Can Tell) George Bernard Shaw                                      |                                  | Djurgårdsteatern                                |
| 1919 |                                                  | Fästmanssoffan Georg Nordensvan                                                                   | Albert Ståhl                     | Djurgårdsteatern                                |
| 1919 | Amelie                                           | Ta hand om Amelie (Occupe-toi d'Amelie) Georges Feydeau                                           |                                  | Djurgårdsteatern                                |
| 1919 | Marthe Bourdier                                  | Kungen (Le roi) Emmanuel Arène, Gaston Arman de Caillavet och Robert de Flers                     | Gunnar Klintberg                 | Svenska teatern                                 |
| 1919 |                                                  | Skratta Pajazzo (Twin Beds) Salisbury Field och Margaret Mayo                                     | Knut Nyblom                      | Vasateatern                                     |
| 1919 |                                                  | Vi spekulera alla (Hausse) Jens Locher                                                            | Nils Johannisson                 | Vasateatern                                     |
| 1919 | Thea Dolbin                                      | Hertiginnans halsband Wolfgang Polaczek och Hugo Schönbrunn                                       | Knut Nyblom                      | Vasateatern                                     |
| 1920 |                                                  | Rena rama sanningen (Nothing But the Truth) James H. Montgomery                                   | Knut Nyblom                      | Vasateatern                                     |
| 1920 |                                                  | Kvinnorövaren (Le satyr) Georges Berr                                                             | Justus Hagman                    | Vasateatern                                     |
| 1920 | Inger Bernhard                                   | Ska vi - eller inte? (Skal - skal ikke) Jens Locher                                               | Knut Nyblom                      | Vasateatern                                     |
| 1920 |                                                  | Hotellråttan (Le souris d'hôtel) Marcel Gerbidon och Paul Armont                                  |                                  | Vasateatern                                     |
| 1920 | Betty Taradine                                   | Mrs Taradines inkvartering (Billeted) F. Tennyson Jesse och Harold Marsh Harwood                  | Knut Nyblom                      | Vasateatern                                     |
| 1920 |                                                  | Kärlekens fars (Kjærlighetens farse) Helge Krog och Olaf Bull                                     |                                  | Vasateatern                                     |
| 1921 | Gobette                                          | Borgmästarinnan (La presidente) Maurice Hennequin och Pierre Veber                                | Albert Ranft                     | Vasateatern                                     |
| 1921 | Grevinnan Rita Sangiorgi                         | Otrogen (Infedele) Roberto Bracco                                                                 | Ernst Eklund                     | Blancheteatern                                  |
| 1921 | Ann Mortimer                                     | Komprometterad (The Ruined Lady) Frances Nordstrom                                                | Nils Johannisson                 | Vasateatern                                     |
| 1921 | Aurelie                                          | Hon gav dig ögon (Et moi, j'te dis qu'elle t'a fait de l'oeil) Maurice Hennequin och Pierre Veber | Knut Nyblom                      | Vasateatern                                     |
| 1921 |                                                  | Dansflugan (Le danseur de madame) Marcel Gerbidon och Paul Armont                                 | Knut Nyblom                      | Vasateatern                                     |
| 1921 | Adrienne                                         | Jag måste ha Adrienne (Pour avoir Adrienne) Louis Verneuil                                        | Knut Nyblom                      | Vasateatern                                     |
| 1922 |                                                  | Skilsmässans villervalla (Wo die Liebe hinfällt) Eugen Burg och Otto Härtling                     | Knut Nyblom                      | Vasateatern                                     |
| 1922 | Hertiginnan av Capablanca                        | Varulven (Der Werwolf) Angelo Cana                                                                | Knut Nyblom                      | Vasateatern                                     |
| 1922 |                                                  | Tredje skottet (The Sign On The Door) Channing Pollock                                            | Nils Johannisson                 | Vasateatern                                     |
| 1922 | Madame Lisa Della Robbia                         | Nu kommer madame (Enter Madame) Gilda Varesi och Dolly Byrne                                      | Nils Arehn                       | Blancheteatern                                  |
| 1922 |                                                  | Hasard (Banco) Alfred Savoir                                                                      | Vilhelm Bryde                    | Turné                                           |
| 1922 | Betty Taradine                                   | Mrs Taradines inkvartering (Billeted) F. Tennyson Jesse och Harold Marsh Harwood                  | Ragnar Hyltén-Cavallius          | Helsingborgs stadsteater                        |
| 1922 | Eliza                                            | Pygmalion George Bernard Shaw                                                                     | Ragnar Hyltén-Cavallius          | Helsingborgs stadsteater                        |
| 1922 | Mrs Dulcie Baxter                                | Mollusken (The Mollusc) Hubert Henry Davies                                                       | Knut Nyblom                      | Vasateatern                                     |
| 1923 | Mme Germaine Fougerol                            | Det stängda paradiset (Le Paradis fermé) Maurice Hennequin och Romain Coolus                      | Knut Nyblom                      | Vasateatern                                     |
| 1923 | Paulette Plantin                                 | Andra bröllopsnatten (La seconde nuit de noces) Maurice Hennequin                                 | Knut Nyblom                      | Vasateatern                                     |
| 1923 | Gabriella Barren                                 | Bläckplumpen (A válóperes hölgy) Ernest Vajda                                                     | Knut Nyblom                      | Vasateatern                                     |
| 1923 | Charlotte de Lussac                              | Hasard (Banco) Alfred Savoir                                                                      | Knut Nyblom                      | Vasateatern                                     |
| 1923 | Totoche                                          | Jag är skyldig dig en hustru (La Femme de mon ami) Yves Mirande och Henri Géroule                 | Knut Nyblom                      | Vasateatern                                     |
| 1923 | Simone                                           | Sådan är hon (Simone est comme ça) Yves Mirande och Alex Madis                                    | Tollie Zellman                   | Djurgårdsteatern                                |
| 1924 | Gobette                                          | Borgmästarinnan (La presidente) Maurice Hennequin och Pierre Veber                                | Albert Ranft                     | Vasateatern                                     |
| 1924 | Carlotta                                         | Trettio dagar (Thirty Days) Augustus Thomas                                                       | Ragnar Widestedt                 | Vasateatern                                     |
| 1924 | Rosalie                                          | Reggies bröllop (Wedding Bells) Edward Salisbury Field                                            | Ernst Eklund                     | Blancheteatern                                  |
| 1924 | Yvonne                                           | Det gick en ängel (Limousine) Jacques Bousquet och Henri Falk                                     | Tollie Zellman                   | Komediteatern                                   |
| 1924 | Lucienne                                         | Vännen Lorel (Le vieil ami) Adrien Vély och H. R. Girardet                                        | Tollie Zellman                   | Komediteatern                                   |
| 1924 | Dulcinea                                         | Dulcie (Dulcy) George S. Kaufman och Marc Connelly                                                | Einar Fröberg                    | Komediteatern                                   |
| 1924 | Frelon                                           | Dockan André Picard och Val André Jaeger-Schmidt                                                  | Karin Swanström                  | Blancheteatern                                  |
| 1925 | Sonja Vasilovna, kusinen                         | Min polska kusin (Ma cousine de Varsovie) Louis Verneuil                                          | Karin Swanström                  | Blancheteatern                                  |
| 1925 | Mabel Vere                                       | Fröken X, Box 1742 (Wanted, A Husband) Cyril Harcourt                                             | Rune Carlsten                    | Djurgårdsteatern                                |
| 1925 | Delphine Laverne                                 | Mamma (Maman) José Germain och Paul Moncousin                                                     | Rune Carlsten                    | Vasateatern                                     |
| 1926 | Gobette                                          | Borgmästarinnan (La presidente) Maurice Hennequin och Pierre Veber                                | Albert Ranft                     | Vasateatern                                     |
| 1926 | Suzanne Verrier                                  | De nya herrarna (Les Nouveaux Messieurs) Robert de Flers och Francis de Croisset                  | Gunnar Klintberg                 | Vasateatern                                     |
| 1926 | Suzanne Verrier                                  | De nya herrarna (Les Nouveaux Messieurs) Robert de Flers och Francis de Croisset                  | Harry Roeck-Hansen               | Svenska Teatern, Helsingfors                    |
| 1926 | Grevinnan Clara Sangiorgi                        | Otrogen (Infedele) Roberto Bracco                                                                 | Tollie Zellman                   | Svenska Teatern, Helsingfors                    |
| 1926 | Mrs Julia Johnstone                              | Dollar Hjalmar Bergman                                                                            | John W. Brunius                  | Oscarsteatern                                   |
| 1926 | Madame Sinida                                    | Han som får örfilarna (Тот, кто получает пощёчины, Tot kto palucaet posceciny) Leonid Andrejev    | Gösta Ekman                      | Oscarsteatern                                   |
| 1926 | Dagmar Holcke, frånskild fru                     | Moloch Erik Lindorm                                                                               | John W. Brunius                  | Oscarsteatern                                   |
| 1927 | Ane                                              | Geografi och kärlek (Geografi og kjærlighet) Bjørnstjerne Bjørnson                                | John W. Brunius                  | Oscarsteatern                                   |
| 1927 | Millie, balettflicka                             | Bättre folk (The Best People) Avery Hopwood och David Gray                                        | Pauline Brunius                  | Oscarsteatern                                   |
| 1927 | Cecile Pointet                                   | Advokaten Bolbec och hennes man (Maître Bolbec et son mari) Georges Berr och Louis Verneuil       | Pauline Brunius                  | Oscarsteatern                                   |
| 1927 | Madame Raymonde                                  | Den första av herrarna (Au Premier de Ces Messieurs) Yves Mirande och André Mouézy-Éon            | Gösta Ekman                      | Oscarsteatern                                   |
| 1927 | Markisinnan Heloïse de Kestournel                | Markisinnan (The Marquise) Noël Coward                                                            | Gustaf Nessler                   | Svenska Teatern, Helsingfors                    |
| 1927 | Madame Lola Della Robbia                         | Nu kommer madame (Enter Madame) Gilda Varesi och Dolly Byrne                                      | Tollie Zellman                   | Svenska Teatern, Helsingfors                    |
| 1928 | Laura                                            | Gröna hissen (Fair and Warmer) Avery Hopwood                                                      | Gösta Ekman                      | Oscarsteatern                                   |
| 1928 | Lady Sneerwell                                   | Skandalskolan (The School for Scandal) Richard Brinsley Sheridan                                  | Johannes Poulsen                 | Oscarsteatern                                   |
| 1928 | Annie Otto                                       | En komedi på slottet (Spiel im Schloss) Ferenc Molnar                                             | Gösta Ekman                      | Oscarsteatern                                   |
| 1928 | Majken                                           | Patrasket Hjalmar Bergman                                                                         | John W. Brunius                  | Oscarsteatern                                   |
| 1928 | Filippa                                          | Alexander den Store Gustav Esmann                                                                 |                                  | Oscarsteatern                                   |
| 1928 | Stollie Wirsch, biljettförsäljerska Agda Kjerulf | Hokus-Pokus (Hokuspokus) Curt Goetz                                                               | Gösta Ekman                      | Oscarsteatern                                   |
| 1929 | Markisinnan Heloise de Kestournel                | Markisinnan (The Marquise) Noël Coward                                                            | Rafael Stenius                   | Åbo Svenska Teater Gästspel två föreställningar |
| 1929 | Majken                                           | Patrasket Hjalmar Bergman                                                                         | Tollie Zellman                   | Svenska Teatern, Helsingfors                    |
| 1929 | Fru Svensson                                     | Den svarta skjortan Herbert Grevenius                                                             | Rune Carlsten                    | Oscarsteatern                                   |
| 1929 | Dulcinea                                         | Dulcie (Dulcy) George S. Kaufman och Marc Connelly                                                | Tollie Zellman                   | Oscarsteatern                                   |
| 1929 | Anna Maurrant                                    | Vid 37de gatan (Street Scene) Elmer Rice                                                          | Svend Gade                       | Oscarsteatern                                   |
| 1930 | Marie Duquesne                                   | Bruden (The Bride) Stuart Oliver och George M. Middleton                                          | Rune Carlsten                    | Oscarsteatern                                   |
| 1930 | Madame Lisa Della Robbia                         | Nu kommer madame (Enter Madame) Gilda Varesi och Dolly Byrne                                      | Tollie Zellman                   | Lorensbergsteatern                              |
| 1930 | Mabel Vere                                       | Fröken X, Box 1742 (Wanted, A Husband) Cyril Harcourt                                             | Tollie Zellman                   | Lorensbergsteatern                              |
| 1931 | Änkedomprostinnan Hyltenius                      | Hans nåds testamente Hjalmar Bergman                                                              | Per Lindberg                     | Vasateatern                                     |
| 1931 | Mollie Merrick                                   | Mammas förflutna (The Vinegar Tree) Paul Osborn                                                   | Tollie Zellman                   | Vasateatern                                     |
| 1932 | Medverkande                                      | Tidens ansikten, en femtonöresopera, revy Karl Gerhard                                            | Axel Witzansky Valdemar Dalquist | Vasateatern                                     |
| 1932 | Majken                                           | "Patrasket" Hjalmar Bergman                                                                       | Georges Pitoeff Stina Bergman    | Vasateatern                                     |
| 1932 | Fru Tranaeus                                     | Kanske en diktare Ragnar Josephson                                                                | Gösta Ekman                      | Vasateatern                                     |
| 1932 | Länsgrevinnan                                    | Mästerkatten i stövlarna (Markis'en af Carabas) Palle Rosenkrantz                                 | Gösta Ekman                      | Vasateatern                                     |
| 1932 | Lil Rice                                         | Broadway Philip Dunning och George Abbott                                                         | Mauritz Stiller                  | Vasateatern                                     |
| 1932 | Camilla                                          | Adam och Evorna (Don Juan) Sigurd Hoel och Helge Krog                                             | Gösta Ekman                      | Gösta Ekmans Folkteater                         |
| 1932 |                                                  | I de bästa familjer (In the Best of Families) Anita Hart och Maurice Braddell                     | Gösta Ekman                      | Gösta Ekmans Folkteater                         |
| 1933 | Kärringen Ebert Hyenan                           | Domaredansen Erik Lindorm                                                                         | Per-Axel Branner                 | Gösta Ekmans Folkteater/ Vasateatern            |
| 1933 |                                                  | En caprice (Ein Tag) Sil Vara                                                                     | Gösta Ekman                      | Vasateatern                                     |
| 1933 | Furstinnan Eugénie                               | Högre skolan (Olimpia) Ferenc Molnár                                                              | Gösta Ekman                      | Vasateatern                                     |
| 1933 |                                                  | I de bästa familjer (In the Best of Families) Anita Hart och Maurice Braddell                     | Gösta Ekman                      | Vasateatern                                     |
| 1933 | Mrs Dulcie Baxter                                | Mollusken (The Mollusc) Hubert Henry Davies                                                       | Harry Roeck Hansen               | Blancheteatern                                  |
| 1933 | Laura                                            | Gröna hissen (Fair and Warmer) Avery Hopwood                                                      | Gösta Ekman                      | Lorensbergsteatern                              |
| 1933 | Carlotta Vance                                   | Middag kl. 8 (Dinner at Eight) George S. Kaufman och Edna Ferber                                  | Gösta Ekman                      | Vasateatern                                     |
| 1933 | Pullan                                           | En kvinna med flax Brita von Horn                                                                 | Per-Axel Branner                 | Folkteatern                                     |
| 1935 | Fru Arbeziat                                     | Tovaritch Jacques Deval                                                                           | Carlo Keil-Möller                | Göteborgs stadsteater                           |
| 1935 | Mor Geske                                        | Den politiska kannstöparen (Den Politiske Kandestøber) Ludvig Holberg                             | Knut Ström                       | Göteborgs stadsteater                           |
| 1935 | Fru Arbeziat                                     | Tovaritch Jacques Deval                                                                           | Ernst Eklund                     | Komediteatern                                   |
| 1935 | Mrs. Brabazon                                    | Vi måste gifta bort mamma (Getting Mother Married) Neil Grant                                     | Alice Eklund                     | Komediteatern                                   |
| 1936 | Grevinnan Lilliesparre                           | Hm, sa greven, revy Kar de Mumma                                                                  | Harry Roeck Hansen               | Blancheteatern                                  |
| 1937 | Sylvie Marine                                    | Min son ministern (Fiston) André Birabeau                                                         | Martha Lundholm                  | Vasateatern                                     |
| 1937 | Fru Milsom                                       | Å, en sån dag! (Call It a Day) Dodie Smith                                                        | Rune Carlsten                    | Dramaten                                        |
| 1938 | Beer                                             | George and Margaret Gerald Savory                                                                 | Edvin Adolphson                  | Oscarsteatern                                   |
| 1942 | Överstinnan                                      | Sagan Hjalmar Bergman                                                                             | Per Lindberg                     | Konserthusteatern                               |
| 1942 |                                                  | Blåjackor (Boys in Blue) Lajos Lajtai, André Barde och Lauri Wylie                                | Leif Amble-Naess                 | Oscarsteatern                                   |
| 1942 | Mrs Dulcie Baxter                                | Mollusken (The Mollusc) Hubert Henry Davies                                                       |                                  | Turné                                           |
| 1944 | Mrs Beatrice Weller                              | Serenad Staffan Tjerneld och Lajos Lajtai                                                         | Leif Amble-Naess                 | Oscarsteatern                                   |
| 1945 | Grevinnan Amalie Wenderott-Peutingen             | Manina Nico Dostal                                                                                | Nils Johannisson                 | Stora Teatern                                   |
| 1946 | Marie Marshall                                   | Eskapad Lajos Lajtai och Staffan Tjerneld                                                         | William Mollison                 | Oscarsteatern                                   |
| 1947 | Medverkande                                      | Kar de Mummas sällskapsresa, revy Kar de Mumma                                                    | Hjördis Petterson                | Blancheteatern                                  |
| 1947 |                                                  | Jag ska låta höra av mig Brita von Horn                                                           | Ellen Isefiær                    | Dramatikerstudion                               |
| 1949 | Medverkande                                      | Söder ställer ut, revy Kar de Mumma, Nils Perne och Sven Paddock                                  | Sven Paddock Egon Larsson        | Södra Teatern                                   |
| 1950 | Mlle Aldonza                                     | Chéri Colette                                                                                     | Mimi Pollak                      | Dramaten                                        |
| 1952 | Madame                                           | Madame Walentin Chorell                                                                           | Brita von Horn                   | Kammarteatern                                   |
| 1952 | Friherrinnan von Lieven                          | Fullmåne Hasse Ekman                                                                              | Hasse Ekman                      | Intiman                                         |
| 1953 | Madame                                           | Madame Walentin Chorell                                                                           | Brita von Horn                   | Kammarteatern                                   |
| 1953 | Mrs. Evangeline Harcourt                         | Saken är Oscar (Anything Goes) P.G. Wodehouse, Guy Bolton och Cole Porter                         | Georg Funkquist                  | Oscarsteatern                                   |
| 1953 | Anna av Storbritannien                           | Hertiginnan regerar (Le verre d'eau) Eugène Scribe                                                | Brita von Horn                   | Dramatikerstudion                               |
| 1954 | Alice                                            | Dödsdansen II August Strindberg                                                                   | Per Simon Edström                | Kammarteatern                                   |
| 1954 | Anna av Storbritannien                           | Ett glas vatten (Le verre d'eau) Eugène Scribe                                                    | Brita von Horn                   | Kammarteatern                                   |
| 1954 | Storhertiginnan Charles                          | Prins på vift (The Sleeping Prince) Terence Rattigan                                              | Per Gerhard                      | Vasateatern                                     |
| 1956 |                                                  | Blåjackor (Boys in Blue) Lajos Lajtai                                                             | Albert Gaubier                   | Lorensbergs Cirkus                              |
| 1957 | Baronessan                                       | Baronessan Iwo Wiklander                                                                          | Bengt Lagerkvist                 | Dramatikerstudion                               |
| 1958 | Baronessan                                       | Baronessan Iwo Wiklander                                                                          | Nanny Westerlund                 | Apolloniateatern                                |

### Regi urval
| År   | Produktion                        | Upphovsmän                          | Teater                       |
| ---- | --------------------------------- | ----------------------------------- | ---------------------------- |
| 1923 | Sådan är hon Simone est comme ça  | Yves Mirande och Alex Madis         | Djurgårdsteatern             |
| 1924 | Det gick en ängel Limousine       | Jacques Bousquet och Henri Falk     | Komediteatern                |
| 1924 | Vännen Lorel Le vieil ami         | Adrien Vély och H. R. Girardet      | Komediteatern                |
| 1926 | Otrogen Infedele                  | Roberto Bracco                      | Svenska Teatern, Helsingfors |
| 1927 | Nu kommer madame Enter Madame     | Gilda Varesi och Dolly Byrne        | Svenska Teatern, Helsingfors |
| 1928 | Bättre folk The Best People       | Avery Hopwood och David Gray        | Svenska Teatern, Helsingfors |
| 1929 | Patrasket                         | Hjalmar Bergman                     | Svenska Teatern, Helsingfors |
| 1929 | Dulcie Dulcy                      | George S. Kaufman och Marc Connelly | Oscarsteatern                |
| 1930 | Årgång 30 Aargang 1929            | Jens Locher                         | Teatern vid Sveavägen        |
| 1931 | Mammas förflutna The Vinegar Tree | Paul Osborn                         | Vasateatern                  |

## Radioteater

### Roller
| År   | Roll                           | Produktion                                  | Regi               |
| ---- | ------------------------------ | ------------------------------------------- | ------------------ |
| 1941 | Bippan                         | John Blundqvist Berco                       | Carl-Otto Sandgren |
| 1942 | Överstinnan                    | Sagan Hjalmar Bergman                       | Per Lindberg       |
| 1943 | Dulcie Baxter                  | Mollusken Hubert Henry Davies               | Gunnar Skoglund    |
| 1944 | Amiralinnan Aurore Hawerskiöld | Amiralinnan Hilding Östlund                 | Gunnar Olsson      |
| 1945 | Fru Casse                      | Förstklassigt familjepensionat Alice Svensk |                    |
| 1947 | Dulcie Baxter                  | Mollusken Hubert Henry Davies               | Gunnar Skoglund    |

## Bilder

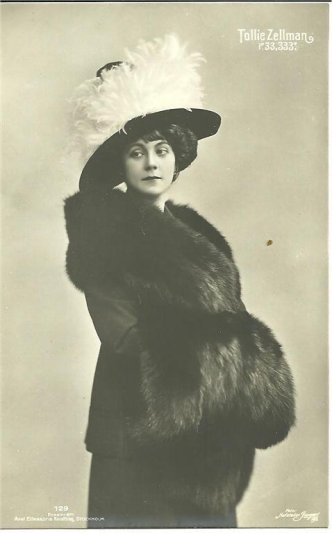
I genombrottsrollen som Jenny i 33.333 (1911).
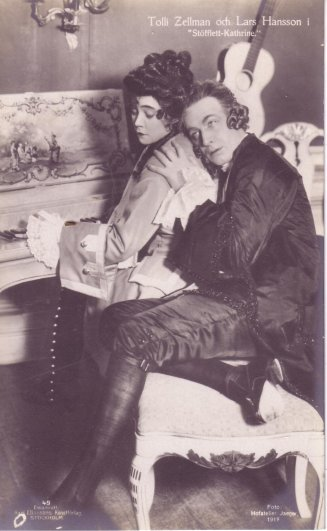
Zellman som Stövlett-Kathrine mot Lars Hanson som Kristian VII i Stövlett-Kathrine på Intima teatern 1917.
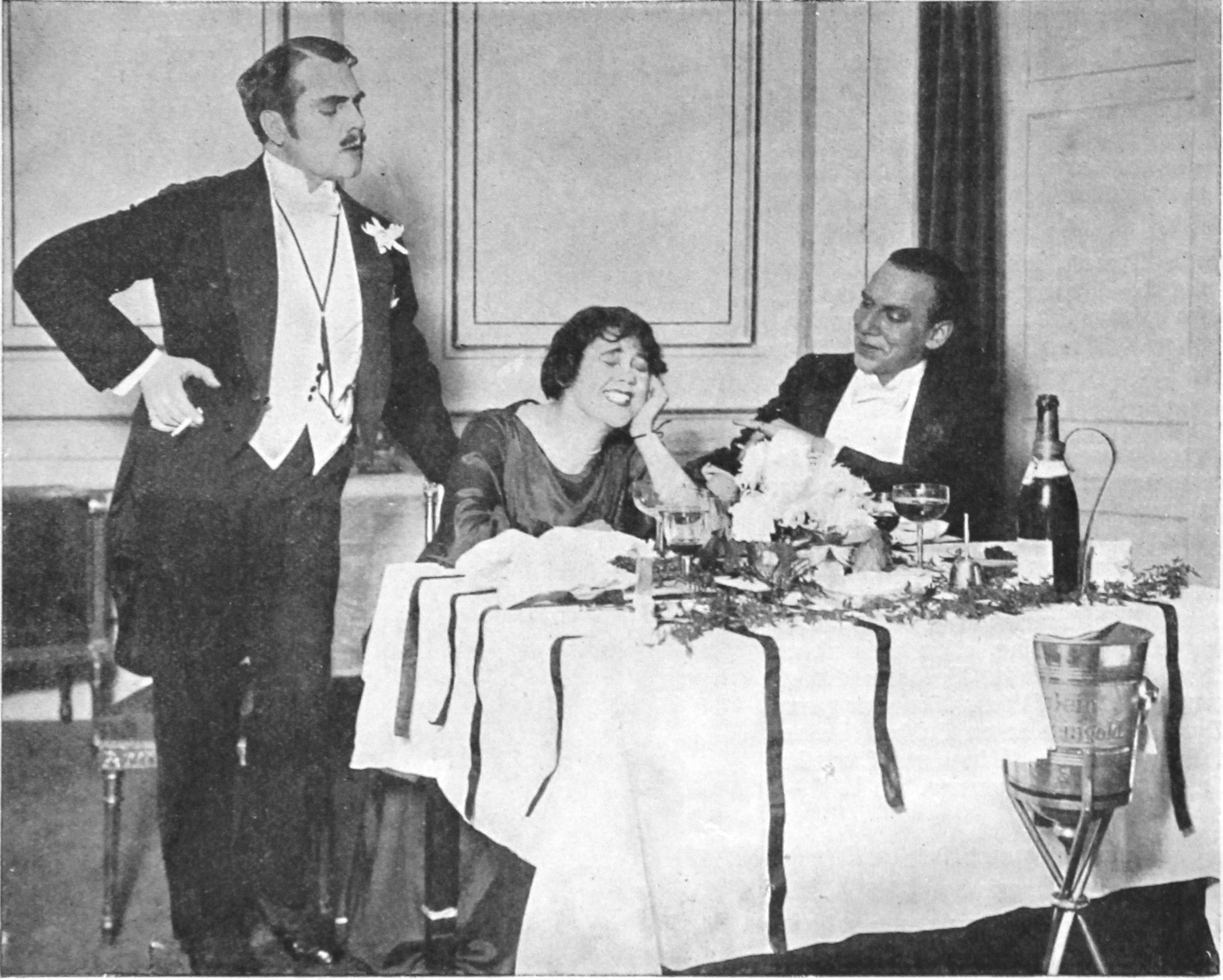
Anders de Wahl som Anatol, Zellman som Annie och Harry Roeck-Hansen som Max i Arthur Schnitzlers Anatole på Lorensbergsteatern (1917).
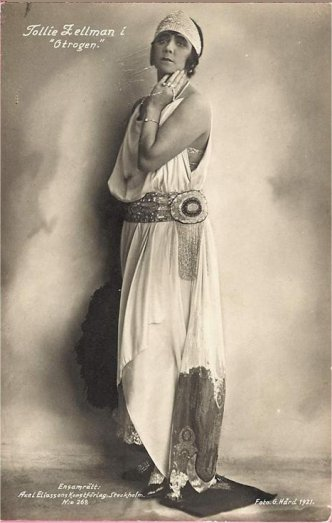
Som grevinnan Rita Sangiorgi i Otrogen (1921).
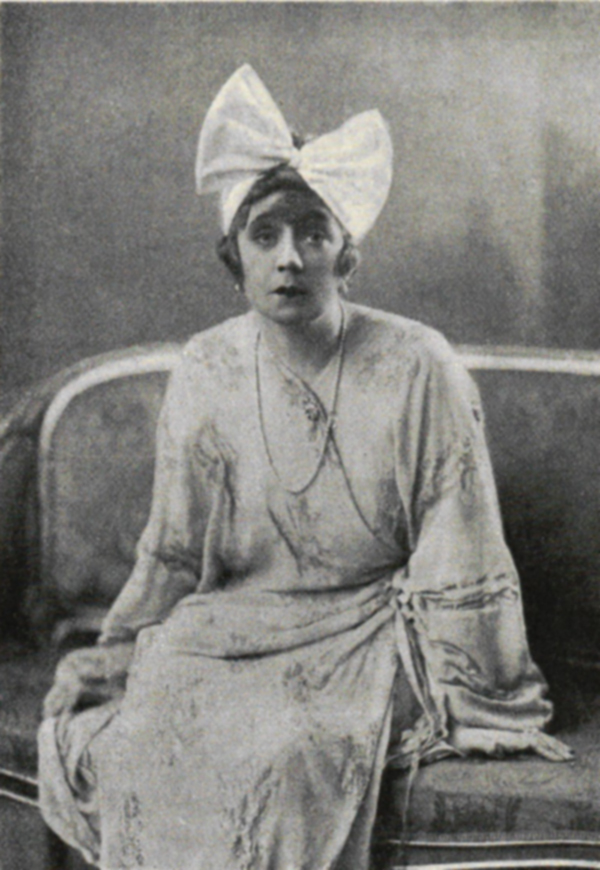
I Mollusken (1923).
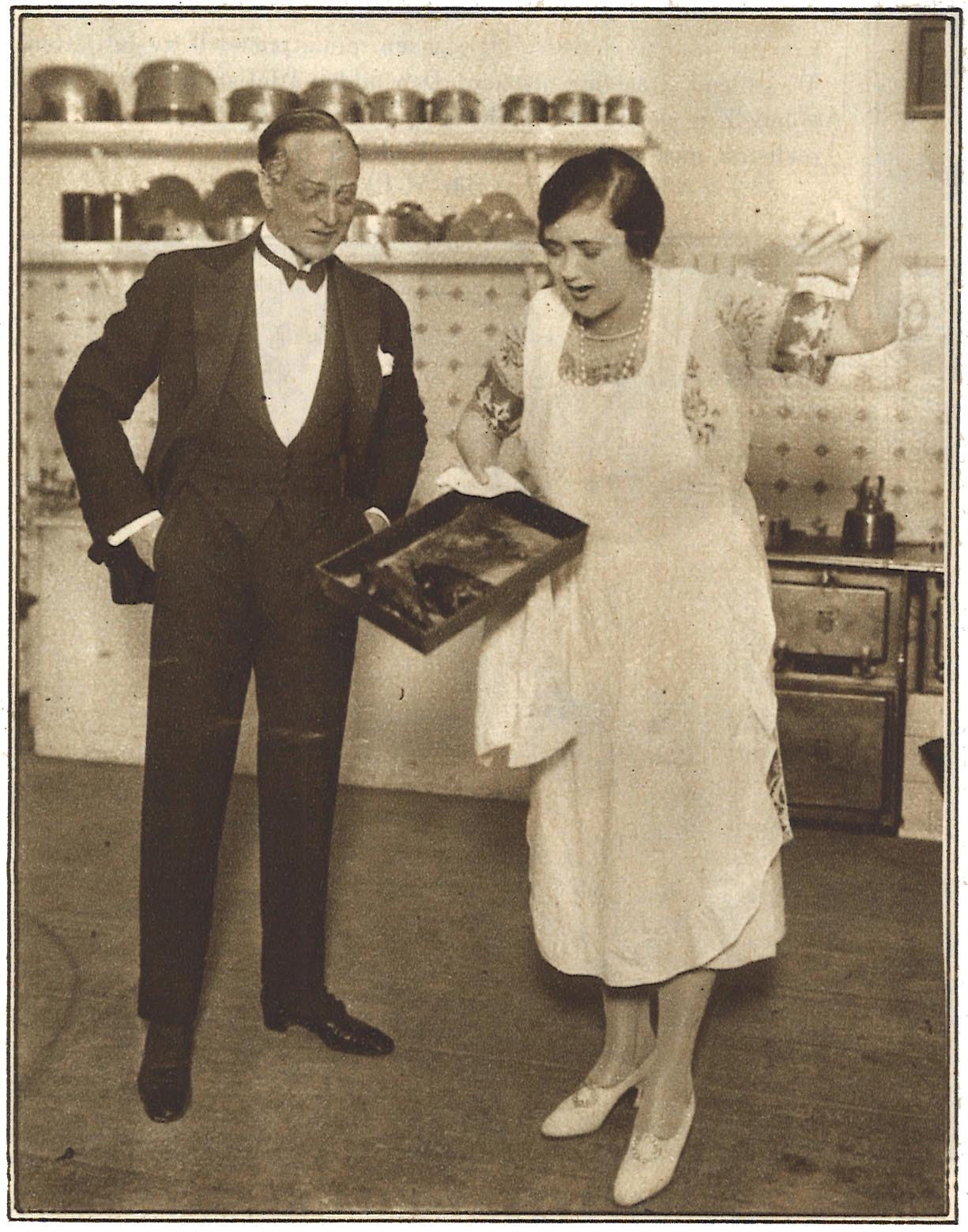
Med John Westin i Fröken X på Djurgårdsteatern (1925).
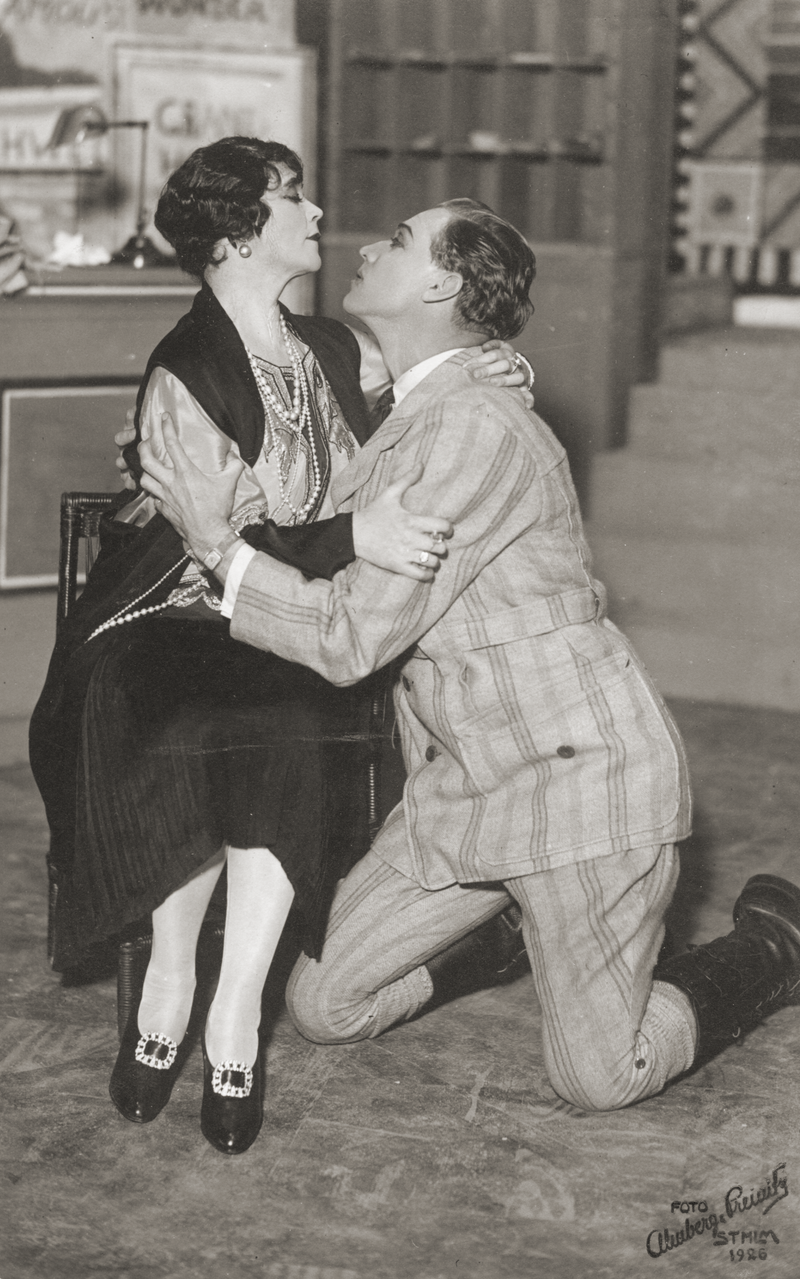
Zellman som Mrs. Julia Johnstone tillsammans med Uno Henning som doktor Johnsson i Dollar på Oscarsteatern 1926
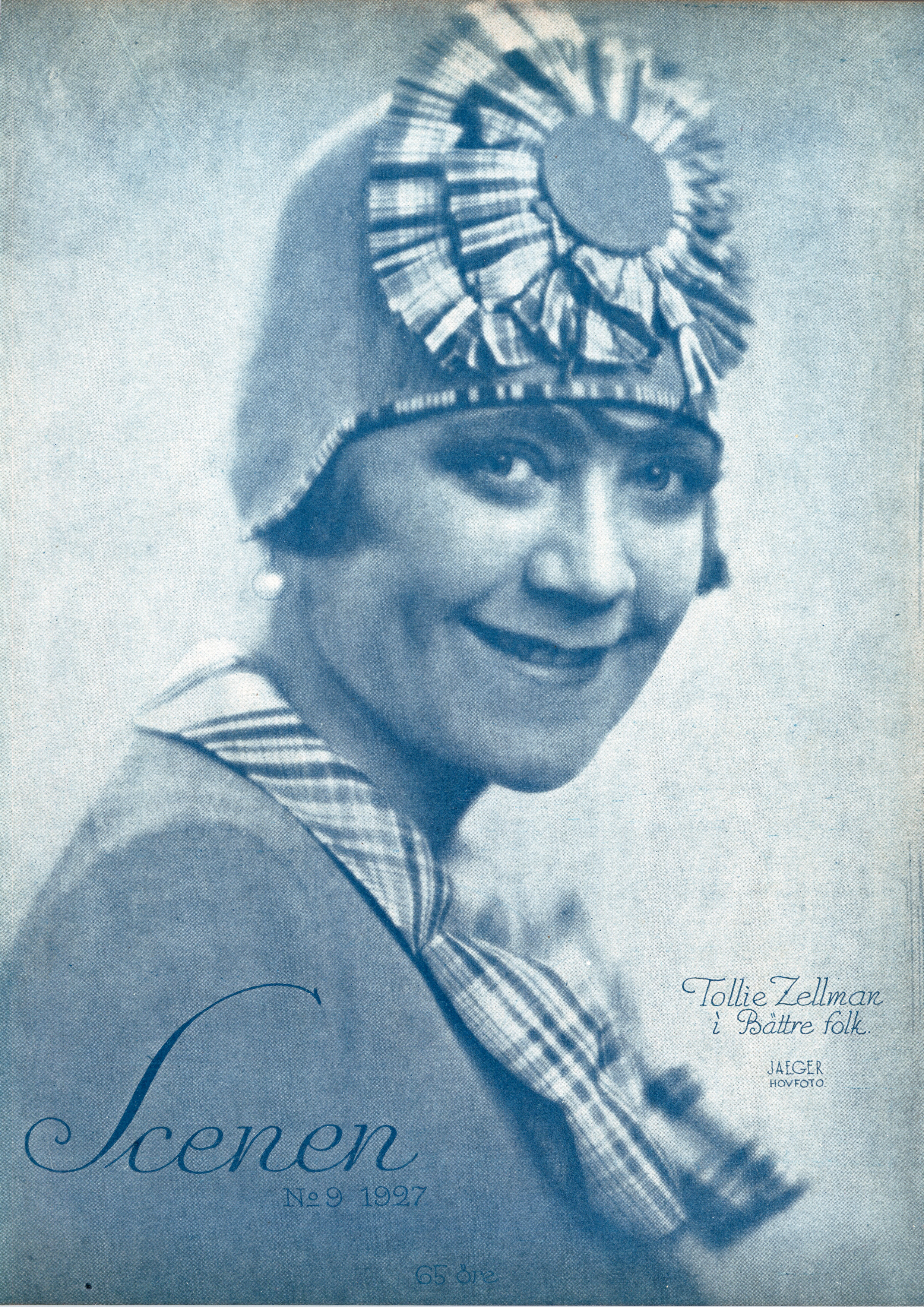
I komedin Bättre folk på Oscarsteatern. (Omslaget till Scenen 1927).
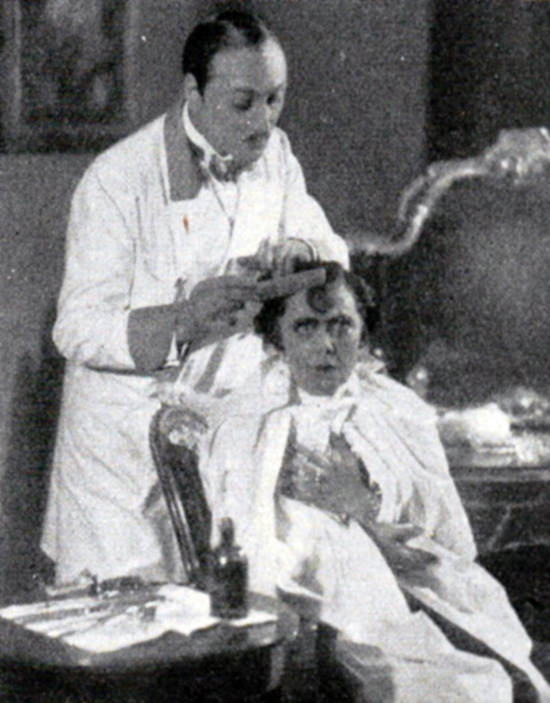
Gösta Ekman och Zellman i Den förste av herrarna (1927).
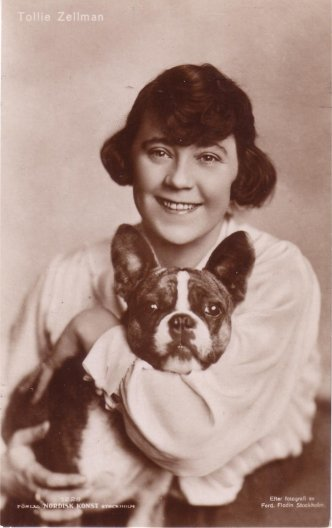
Tollie och fransk bulldog.